# Ananda Samarakone
Ananda Samarakone (13 de enero de 1911 - 5 de abril de 1962) fue un compositor y músico de Sri Lanka, conocido por la composición del himno nacional de su país, Sri Lanka Matha, aunque su título original era Namo Namo Matha. Es considerado el padre de la música cingalesa. También fue pintor; expuso sus obras en distintos países y recibió buenas críticas. El gobierno realizó un cambio de la letra del himno que había compuesto, motivado por la creencia de que la letra original daba mala suerte. Este hecho afectó al artista, que fue encontrado muerto en su casa el 5 de abril de 1962 como consecuencia de una sobredosis de somníferos.